# Lago Sul
Lago Sul è una regione amministrativa del Distretto Federale brasiliano.